# Polinomis de Boas-Buck
En matemàtiques, els polinomis de Boas–Buck són successions polinòmiques Φ(r)
n(x) donades per les funcions generadores de la forma
{\displaystyle \displaystyle C(zt^{r}B(t))=\sum _{n\geq 0}\Phi _{n}^{(r)}(z)t^{n}}.
El cas r=1, també anomenat polinomis d'Appell generalitzats, van ser estudiats per R.P. Boas i R.C. Buck.